# Éric Bernard (motociclista)
Éric Bernard soprannominato Nanard (La Roche-sur-Yon, 25 luglio 1967) è un pilota motociclistico francese ritiratosi dall'attività agonistica, già vicecampione del mondo enduro nel 2001, in seguito specializzatosi nei rally raid.

## Biografia
Dopo essere stato un buon protagonista nel Campionato mondiale di enduro (2º nelle 400cc 4T alle spalle dell'australiano Stefan Merriman), è passato ai rally raid e vanta sei partecipazioni al Rally Dakar dal 1997 al 2002, con quattro piazzamenti nella top ten.
Abbandonata la carriera agonistica è stato il responsabile delle competizioni motocross per la Francia del team KTM, nonché manager di alcuni piloti, tra i quali Pierre Alexandre Renet, in seguito dal 2006, sempre per il blue team austriaco, sponsorizzato Gauloises, è diventato manager per i rally raid, tra i suoi piloti il francese Cyril Despres, con il quale vinse la Dakar 2007 e lo spagnolo Isidre Esteve Pujol. Ma l'avventura di Bernard come pilota dakariano, non si era conclusa, torna alla Dakar con una Toyota nel 2003 e nel 2005 (navigatore Miguel Jonchère), quindi nel per il team BMW Trio Racing, con il co-pilota Jean-Noël Cornuaille. concludendo la corsa con un ritiro alla 10ª tappa.

## Palmarès

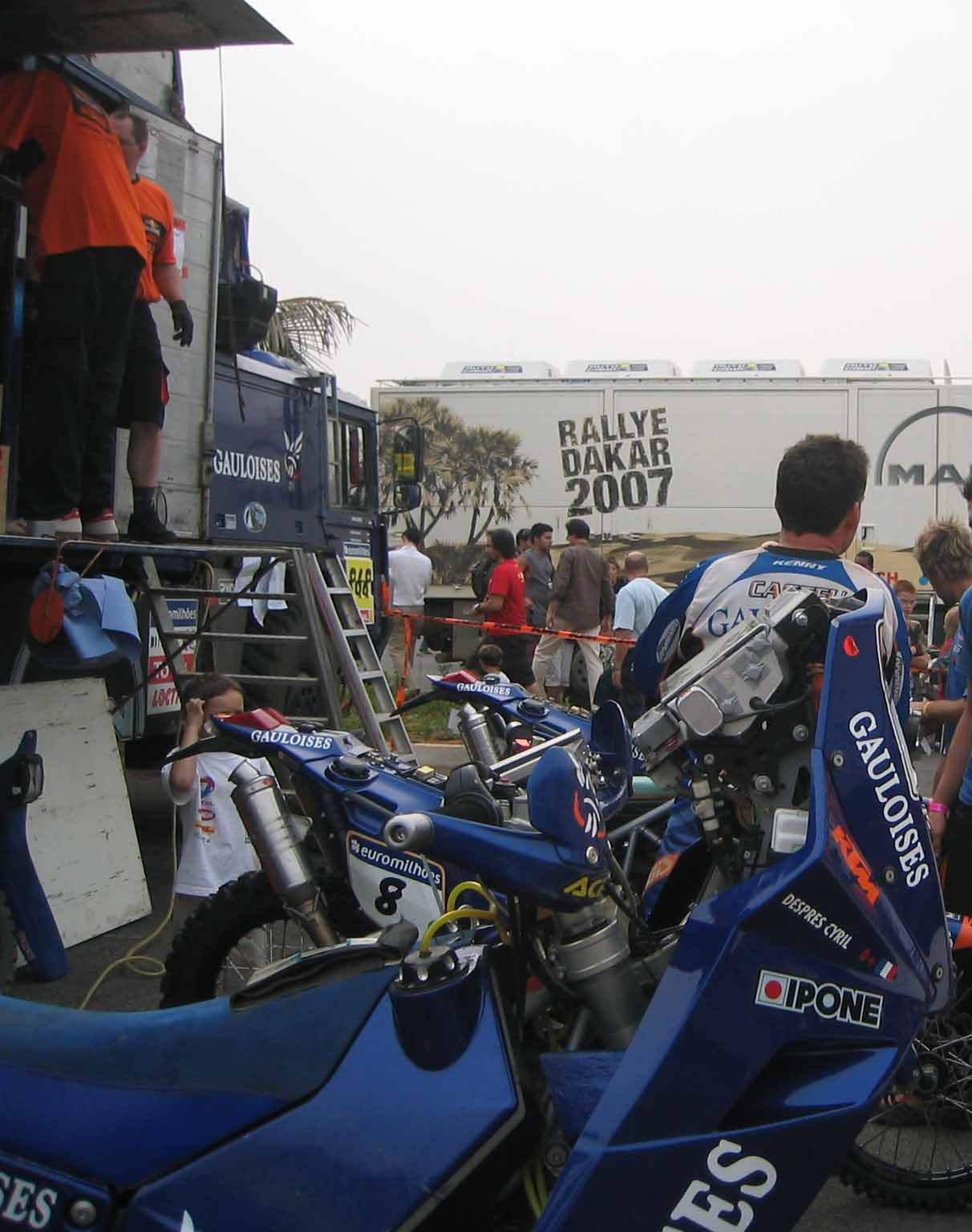
La Gauloises KTM di Cyril Despres all'arrivo della Dakar 2007.

### Rally Dakar
| Anno | CAtegoria | Moto                | Pos. |
| ---- | --------- | ------------------- | ---- |
| 1997 | Moto      | KTM                 | 10º  |
| 1998 | Moto      | KTM                 | Rit. |
| 1999 | Moto      | KTM                 | 4º   |
| 2000 | Moto      | KTM                 | 6º   |
| 2001 | Moto      | KTM                 | Rit. |
| 2002 | Moto      | KTM                 | 8º   |
| 2003 | Auto      | Toyota Land Cruiser | 30º  |
| 2005 | Auto      | Toyota Land Cruiser | 37º  |
| 2009 | Auto      | BMW Trio            | Rit. |

### Altri risultati
2001
- nel Campionato mondiale di enduro su KTM - Classe 400c 4T